# Valentin Chauvin
Valentin Chauvin (30 december 1995) is een Franse langlaufer.

## Carrière
Bij zijn wereldbekerdebuut, in januari 2016 in Planica, scoorde Chauvin direct wereldbekerpunten. Op de wereldkampioenschappen langlaufen 2019 in Seefeld eindigde hij als 37e op de 15 kilometer klassieke stijl. In januari 2020 behaalde de Fransman in Oberstdorf zijn eerste toptienklassering in een wereldbekerwedstrijd. In Oberstdorf nam Chauvin deel aan de wereldkampioenschappen langlaufen 2021. Op dit toernooi eindigde hij als 25e op de sprint.

## Resultaten

### Wereldkampioenschappen
| Jaar | Plaats     | Resultaten                   |
| ---- | ---------- | ---------------------------- |
| 2019 | Seefeld    | 37e 15 km klassieke stijl    |
| 2021 | Oberstdorf | 25e Sprint (klassieke stijl) |

### Wereldbeker
| Legenda | Legenda            |
| ------- | ------------------ |
| TdS     | Tour de Ski        |
| NO      | Nordic Opening     |
| LT      | Lillehammer Triple |
| RT      | Ruka Triple        |
| WBF     | Wereldbekerfinale  |
| STC     | Ski Tour Canada    |
| ST      | Ski Tour           |

Eindklasseringen
| Seizoen   | Algm | DI  | SP  | TdS |
| --------- | ---- | --- | --- | --- |
| 2015/2016 | 140e | –   | 92e | –   |
| 2017/2018 | 143e | –   | 83e | –   |
| 2018/2019 | 101e | 72e | 78e | –   |
| 2019/2020 | 62e  | 81e | 27e | –   |
| 2020/2021 | 42e  | –   | 10e | 43e |